# Кассільйо
Кассільйо (італ. Cassiglio) — муніципалітет в Італії, у регіоні Ломбардія,  провінція Бергамо.
Кассільйо розташоване на відстані близько 510 км на північний захід від Рима, 65 км на північний схід від Мілана, 31 км на північ від Бергамо.
Населення — 112 осіб (2014).
Щорічний фестиваль відбувається 24 серпня. Покровитель — святий Варфоломій.

## Демографія
Населення за роками:

Станом на 1 січня 2023 року в муніципалітеті офіційно проживало 6 іноземців з 2 країн.

## Сусідні муніципалітети
- Камерата-Корнелло
- Кузіо
- Ольмо-аль-Брембо
- Орніка
- П'яцца-Брембана
- Санта-Бриджида
- Таледжо
- Вальторта
- Ведезета